# Norra Dvina

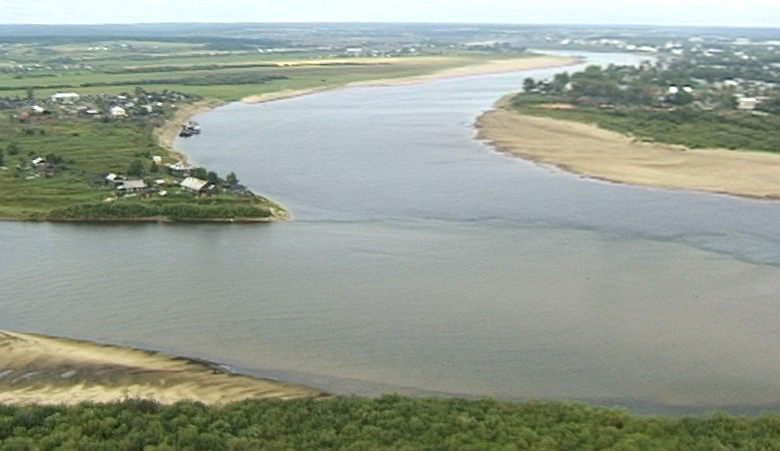
Dvinafloden börjar som ett sammanflöde av floderna Jug till vänster och Suchona överst nära Velikij Ustiug. Foto taget 2001.

Dvinas avrinningsområde

Norra Dvina (ryska: Се́верная Двина́, Severnaja Dvina), eller endast Dvina, är en flod i nordvästra Ryssland som mynnar i Dvinabukten av Vita havet vid Archangelsk.
Floden avvattnar ungefär 365 000 km² huvudsakligen inom Vologda och Archangelsk oblaster och har vid mynningen en medelvattenföring på ungefär 3 600 m³/s. Den kallas på ryska norra Dvina för att skilja den från västra Dvina, som på svenska (och lettiska) heter Daugava och mynnar i Riga. På finska heter Vita havet Vienanmeri och floden Vienanjoki. Det finska namnet Viena kan ha gett ryska bosättare idén att återanvända namnet Dvina för denna nordliga flod.
Flodens längd till mynningen i Vita havet är 744 km från Velikij Ustjug där biflödena Suchona och Jug möts. (Räknar man in Suchona från staden Vologda, blir längden 1302 km.) Flodens översta 74 km från Velikij Ustjug kallas lilla norra Dvina fram till Kotlas, där biflödet Vytjegda ansluter. Större tillflöden utöver Vytjegda, Suchona och Jug är Pinega, Uftiuga, Vaga och Jemtsa.
Hamnar finns i Kotlas och Archangelsk. Floden är farbar i nästan hela dess sträckning och används flitigt för transport och timmerflottning då den juni-oktober är isfri. En kanal förbinder floden med det volgabaltiska kanalsystemet och står sålunda i förbindelse till Neva och Volga. Viktigare städer vid floden är Velikij Ustjug vid sammanflödet av Suchona och Jug, Kotlas, Novodvinsk, Archangelsk och hamnstaden Severodvinsk väster om deltat.